# روسلان آئوشف
روسلان آئوشف (انگلیسی: Ruslan Aushev؛ زادهٔ ۲۹ اکتبر ۱۹۵۴) سیاست‌مدار اهل کشور اتحاد جماهیر شوروی سوسیالیستی سابق و روسیه کنونی است. وی مسلمان سنی می‌باشد.

## جوایز
- برنده جوایز نشان لنین و قهرمان اتحاد شوروی